# Edmund Bergler
Edmund Bergler, né le 20 juillet 1899 et mort le 6 février 1962, est un psychanalyste américain d'origine autrichienne spécialiste de sujets tels que le développement de l'enfance, les crises de la quarantaine, les mariages sans amour, le jeu, les comportements autodestructeurs et l'homosexualité. Il est notamment très critique de l'homosexualité, qu'il considère en 1948 comme « la maladie dominante [du] pays », et de son collègue Alfred  Kinsey, dont il a rejeté l'échelle des orientations sexuelles.

## Biographie
Edmund Bergler est né le 20 juillet 1899 à Kolomya, dans l'actuelle Ukraine. Bergler fuit l'Autriche nazie en 1937-1938 et s'installe à New York,, où il travaille comme psychanalyste. Bergler a écrit 25 livres de psychologie et 273 articles publiés dans des revues professionnelles. Il a également rédigé des dizaines de manuscrits inachevés, qui sont la possession de la Edmund and Marianne Bergler Psychiatric Foundation. 

## Travaux
Bergler est le plus important théoricien psychanalytique — et détracteur — de l'homosexualité dans les années 1950. Selon le psychiatre homosexuel Kenneth Lewes, « Bergler a souvent pris ses distances avec la tradition psychanalytique centrale, tout en revendiquant une position importante au sein de celle-ci. Il se voyait comme un révolutionnaire qui transformerait le mouvement ». Bergler contribue à alimenter la peur violette en déclarant en 1948 que l'homosexualité est « la maladie dominante [du] pays, loin devant les cancers, les tuberculoses, les insuffisances cardiaques et la polio ».  
Il a vivement critiqué le chercheur en sciences sexuelles Alfred C. Kinsey et a rejeté l'échelle de Kinsey, estimant qu'elle reposait sur des hypothèses erronées. Dans un article publié dans la revue Psychiatric Quarterly (en), Bergler estime que « D'un point de vue statistique, Kinsey évite à 100 % la moindre concession à l'existence de l'inconscient dynamique. Selon l'« approche taxonomique » à laquelle Kinsey adhère, l'« animal humain », comme Kinsey appelle l'homo sapiens, semble ne pas avoir encore développé la partie inconsciente de sa personnalité (...). Ses remarques désobligeantes sur la psychanalyse freudienne sont principalement basées sur l'ignorance ou la résistance, ou les deux ». Bergler déclare également que « Les homosexuels approuvent leur perversion parce que cette acceptation — qui correspond à un mécanisme de défense — leur permet de cacher inconsciemment leur conflit le plus profond, la régression orale-masochiste. Comme l'homosexuel qui n'a pas été traité n'a aucune idée de la situation réelle, il s'accroche fièrement à son mécanisme de défense. ». Vers la fin de sa vie, Bergler est devenu une source d'embarras pour de nombreux autres analystes : « Ses opinions lors des conférences et des symposiums étaient rapportées sans remarque, ou bien, elles étaient adoucies et leur côté offensif émoussé ». 
Il est connu pour son insistance sur l'universalité du masochisme inconscient. On se souvient de ses théories sur l'homosexualité et le syndrome de la page blanche, terme qu'il a inventé en 1947. Bergler, qui a travaillé sur le sujet plus que tout autre psychanalyste, a soutenu que tous les joueurs jouent en raison d'un « masochisme psychique ».